# SK시그넷
SK시그넷 주식회사(영어: SK Signet)는 전기자동차용 충전기 제조 사업을 영위하는 전문 기업으로, SK의 계열사 중 유일하게 코넥스 상장 기업이다.

## 역사
2016년 12월 13일에 시그넷EV라는 법인으로 설립되어, 2017년 8월 30일에 코넥스 시장에 상장하였다.
2021년 7월 15일에 SK그룹의 계열사에 편입되었으며, 2022년 3월 30일에 시그넷EV에서 SK시그넷으로 사명을 변경하였다.
2023년 6월에는 텍사스주에 생산기지를 준공하였다.

## 사업장 현황
- 본사: 서울특별시 영등포구 여의대로 108 파크원 타워2, 42층
- 공장: 전라남도 영광군 대마면 전기차로 49[2]
- 연구소: 경기도 부천시 원미구 옥산로 177-10